# Templeton, Kalifornien
Templeton är en ort (CDP) i San Luis Obispo County, i delstaten Kalifornien, USA. Enligt United States Census Bureau har orten en folkmängd på 7 674 invånare (2010) och en landarea på 20 km².